# Departamento de Osorno
El departamento de Osorno fue una división político-administrativa de Chile que existió entre 1833 y 1976. Perteneció en distintos periodos a las provincias de Valdivia, Llanquihue y Osorno. Durante toda su existencia tuvo como cabecera a la ciudad de Osorno.

## Historia

### 1833 a 1861: provincia de Valdivia
Anteriormente el territorio fue la delegación de Osorno, la cual formó parte de la provincia de Valdivia, que fue creada el 30 de agosto de 1826. Su creación se produjo a partir de la Constitución de 1833, la cual realizó un cambio a la anterior división político administrativa, conformando el departamento de Osorno, dependiente de la provincia de Valdivia.
En 1853 se creó el Territorio de Llanquihue, por lo que una parte del sur del departamento pasó a constituir el nuevo territorio o colonia de Llanquihue.

### 1861 a 1928: provincia de Llanquihue
El 22 de octubre de 1861, se creó la provincia de Llanquihue y el departamento de Osorno pasó a integrar la nueva entidad. Su demarcación territorial fue fijada en 1863, quedando dividido en once subdelegaciones y 40 distritos. Sus límites originales fueron:
- al norte, la laguna de Paichué y los ríos Pilmaiquén y Bueno;
- al este, la cordillera de los Andes y el río Maipué, desde su confluencia con el río Negro hasta su desembocadura en el río Rahue;
- al sur, por una línea desde es cabo San Antonio (al norte de bahía San Pedro) hasta el origen del río Maipué, y el curso del Maipué hasta su confluencia con el río Negro, y el lago Rupanco y río Rahue hasta su confluencia con el Maipué;
- al oeste, el océano Pacífico.

Las subdelegaciones y distritos originales fueron los siguientes:
| Subdelegaciones  | Distritos        |
| ---------------- | ---------------- |
| 1.ª, Osorno      | 1.º, La Cárcel   |
| 1.ª, Osorno      | 2.º, El Convento |
| 1.ª, Osorno      | 3.º, La Pampa    |
| 2.ª, Cancura     | 1.º, Cancura     |
| 2.ª, Cancura     | 2.º, Pichil      |
| 2.ª, Cancura     | 3.º, El Castillo |
| 2.ª, Cancura     | 4.º, Las Quemas  |
| 3.ª, Damas       | 1.º, Remehué     |
| 3.ª, Damas       | 2.º, Tufilco     |
| 3.ª, Damas       | 3.º, Chuyaca     |
| 3.ª, Damas       | 4.º, Callipullí  |
| 4.ª, Cuinco      | 1.º, La Misión   |
| 4.ª, Cuinco      | 2.º, Chayacal    |
| 4.ª, Cuinco      | 3.º, Pilanco     |
| 5.ª, Rahué       | 1.º, Uilma       |
| 5.ª, Rahué       | 2.º, Rahué       |
| 5.ª, Rahué       | 3.º, Forrahué    |
| 6.ª, Maipué      | 1.º, Riachuelos  |
| 6.ª, Maipué      | 2.º, Río Blanco  |
| 6.ª, Maipué      | 3.º, Crucero     |
| 6.ª, Maipué      | 4.º, Hueyusca    |
| 7.ª, Costa       | 1.º, Champullí   |
| 7.ª, Costa       | 2.º, Punohe      |
| 7.ª, Costa       | 3.º, La Misión   |
| 7.ª, Costa       | 4.º, Chanco      |
| 7.ª, Costa       | 5.º, Los Juncos  |
| 7.ª, Costa       | 6.º, Río Bueno   |
| 8.ª, Quilacahuín | 1.º, La Misión   |
| 8.ª, Quilacahuín | 2.º, Bella-Vista |
| 8.ª, Quilacahuín | 3.º, Las Ánimas  |
| 8.ª, Quilacahuín | 4.º, Colhué      |
| 9.ª, El Roble    | 1.º, El Carmen   |
| 9.ª, El Roble    | 2.º, Caracol     |
| 9.ª, El Roble    | 3.º, Lueutué     |
| 10.ª, Pilmaiquén | 1.º, Quilacoya   |
| 10.ª, Pilmaiquén | 2.º, Mitahué     |
| 10.ª, Pilmaiquén | 3.º, Dollinco    |
| 11.ª, Tralmahué  | 1.º, La Laguna   |
| 11.ª, Tralmahué  | 2.º, El Camino   |
| 11.ª, Tralmahué  | 3.º, El Cacique  |

En 1878 se creó la 12.ª subdelegación de «Trumac», la cual quedó integrada con un distrito del mismo nombre.
En 1885 se realizó una nueva demarcación territorial del departamento, estableciéndose doce subdelegaciones y 43 distritos.

#### Ley de Comuna Autónoma
Con el Decreto de Creación de Municipalidades del 22 de diciembre de 1891, se crearon municipalidades de Riachuelo y San Pablo, por lo que la demarcación del departamento, basado en el decreto de 1885, fue la siguiente:
| Municipalidad Sede | Subdelegaciones      | Distritos                  |
| ------------------ | -------------------- | -------------------------- |
| Osorno             | 1.ª, Osorno (urbano) | 1.º, Hospital              |
| Osorno             | 1.ª, Osorno (urbano) | 2.º, Parroquia             |
| Osorno             | 1.ª, Osorno (urbano) | 3.º, Plaza                 |
| Osorno             | 1.ª, Osorno (urbano) | 4.º, Iñil                  |
| Osorno             | 2.ª, Cuinco          | 1.º, Misión de Cuinco      |
| Osorno             | 2.ª, Cuinco          | 2.º, Chacayal              |
| Osorno             | 2.ª, Cuinco          | 3.º, Pilanco               |
| Osorno             | 3.ª, Damas           | 1.º, Remehué               |
| Osorno             | 3.ª, Damas           | 2.º, Tufilco               |
| Osorno             | 3.ª, Damas           | 3.º, Chuyaca               |
| Osorno             | 3.ª, Damas           | 4.º, Callipullí            |
| Osorno             | 4.ª, Cancura         | 1.º, Cancura               |
| Osorno             | 4.ª, Cancura         | 2.º, Pichil                |
| Osorno             | 4.ª, Cancura         | 3.º, El Castillo           |
| Osorno             | 4.ª, Cancura         | 4.º, Las Quemas            |
| Riachuelo          | 5.ª, Rahué           | 1.º, Huilma                |
| Riachuelo          | 5.ª, Rahué           | 2.º, Misión de Rahué       |
| Riachuelo          | 5.ª, Rahué           | 3.º, Tarahué               |
| Riachuelo          | 6.ª, Maipué          | 1.º, Riachuelo             |
| Riachuelo          | 6.ª, Maipué          | 2.º, Río Blanco            |
| Riachuelo          | 6.ª, Maipué          | 3.º, Crucero               |
| Riachuelo          | 6.ª, Maipué          | 4.º, Hueyusco              |
| Riachuelo          | 7.ª, La Costa        | 1.º, Champullí             |
| Riachuelo          | 7.ª, La Costa        | 2.º, Punohué               |
| Riachuelo          | 7.ª, La Costa        | 3.º, Misión de la Costa    |
| Riachuelo          | 7.ª, La Costa        | 4.º, Chanco                |
| Riachuelo          | 7.ª, La Costa        | 5.º, Los Cuncos            |
| Riachuelo          | 7.ª, La Costa        | 6.º, Río Bueno             |
| San Pablo          | 8.ª, Quilacahuín     | 1.º, Misión de Quilacahuín |
| San Pablo          | 8.ª, Quilacahuín     | 2.º, Rosario de las Ánimas |
| San Pablo          | 8.ª, Quilacahuín     | 3.º, Bella-Vista           |
| San Pablo          | 8.ª, Quilacahuín     | 4.º, Colhué                |
| San Pablo          | 9.ª, El Roble        | 1.º, Carmen                |
| San Pablo          | 9.ª, El Roble        | 2.º, Caracol               |
| San Pablo          | 9.ª, El Roble        | 3.º, Locutuhué             |
| San Pablo          | 10.ª, Pilmaiquén     | 1.º, Quilacoyán            |
| San Pablo          | 10.ª, Pilmaiquén     | 2.º, Metahué               |
| San Pablo          | 10.ª, Pilmaiquén     | 3.º, Dollinco              |
| San Pablo          | 11.ª, Trumac         | 1.º, Trumac                |
| San Pablo          | 12.ª, Tralmahué      | 1.º, San Pablo (urbano)    |
| San Pablo          | 12.ª, Tralmahué      | 2.º, Santa Rosa (rural)    |
| San Pablo          | 12.ª, Tralmahué      | 3.º, Putabla (rural)       |
| San Pablo          | 12.ª, Tralmahué      | 4.º, Chapilcahuín (rural)  |

#### Otras modificaciones
- En 1902 se estableció la municipalidad de Río Negro en el departamento de Llanquihue;[7] dos años después, se anexó al departamento de Osorno.[8]

- En 1919 se creó 14.ª subdelegación Tres Esteros —la 13.ª era Río Negro— y se estableció la comuna de Rahue, integrada por las subdelegaciones de Rahue (5.ª), San Juan de la Costa (7.ª) y Tres Esteros (14.ª).[9] Su sede quedó fijada en la localidad de Rahue, La comuna de Riachuelo pasó a quedar conformada solo por la 6.ª subdelegación Maipué.

- En 1922 se creó la 15.ª subdelegación Purranque, dentro de la comuna de Río Negro.[10]

### 1928 a 1940: provincia de Valdivia
La llegada al poder del general Carlos Ibáñez del Campo en 1927 trajo consigo un importante reordenamiento de la división político-administrativa del país. A través de los decretos con fuerza de ley 8582 y 8583 de diciembre de ese año, se crearon o eliminaron provincias, se modificaron límites provinciales y departamentales, y se crearon suprimieron y crearon nuevas comunas.
El departamento de Osorno ganó parte del territorio norte (Rupanco y Octay) que pertenecía al departamento de Llanquihue, y pasó a integrar la provincia de Valdivia.
Los nuevos límites departamentales fueron:

Al Norte, el río Rahue, desde la desembocadura del río Chanchán hasta su origen en el lago Rupanco; el lago Rupanco, desde el origen del río Rahue hasta la desembocadura del río de las Gaviotas, y el río de las Gaviotas, desde su desembocadura en el lago Rupanco, hasta su origen en el Portezuelo de Millaqueo, sobre la frontera argentina.

Al Este, la frontera argentina, desde el portezuelo de Millaqueo hasta la línea de cumbres que limita por el Sur la hoya del lago Rupanco.
Al Sur, la línea de cumbres que limita por el Sur la hoya del lago Rupanco, desde la frontera argentina hasta el origen del río Coihueco; el río Coihueco, desde su origen hasta la confluencia del estero Nochaco; el estero Nochaco, desde su confluencia con el río Coihueco hasta el camino de Cancura a Octay, y el camino de Cancura a Octay, desde el estero Nochaco hasta el río Chanchán.

Al Oeste, el estero Chanchán, desde el camino de Cancura a Octay hasta su desembocadura en el río Rahue;
DFL 8582

A su vez, se suprimieron las comunas de Riachuelo y Rahue; sus territorios se anexaron a Río Negro y Osorno, respectivamente. Asimismo, las comunas de Rupanco y Octay se anexaron a Osorno. 
De esta forma, en 1928 la subdivisión del departamento era:
- Osorno, con las antiguas subdelegaciones: 1.ª, Osorno; 2.ª, Cuinco; 3.ª, Damas; 4.ª, Cancura; 5.ª, Rahue, y 7.ª, La Costa, más el territorio norte que pertenecía al departamento de Llanquihue.
- San Pablo, con las antiguas subdelegaciones: 8.ª, Quilacahuín; 9.ª Roble; 10.ª, Pilmaiquén; 11.ª, Trumag, y 12.ª, Tramalhué.
- Río Negro, con las antiguas subdelegaciones: 6.ª, Maipué; 13.ª, Río Negro; 14.ª, Tres Esteros, y 15.ª, Purranque.

En 1933 se estableció la comuna-subdelegación «Puerto Octay».
En 1939 se creó la comuna-subdelegación de Purranque, a partir de la comuna de Río Negro.

### 1940 a 1976: provincia de Osorno
Bajo el gobierno de Pedro Aguirre Cerda, en 1940 se creó la provincia de Osorno. La nueva entidad quedó dividida en dos, con la ciudad de Osorno como capital provincial:
- Departamento de Osorno
- Departamento de Río Negro

La división se produjo debido a que por ley se requería un mínimo de dos departamentos para la creación de una provincia. Producto de esta modificación, el departamento de Osorno quedó comprendido por las comunas de Osorno, San Pablo y Puerto Octay.
La última modificación sustancial al departamento ocurrió en 1971, con la creación de la comuna de Entre Lagos, con base en territorio perteneciente a la comuna de Osorno. La nueva entidad entró en vigencia el 4 de enero de 1972.

#### Eliminación del departamento
Luego del golpe de Estado de 1973, en 1974 se inició el proceso de regionalización que impulsaba la dictadura militar. La «X Región» quedó conformada por las antiguas provincias de Valdivia, Osorno Llanquihue y Chiloé, y empezó a funcionar bajo el nuevo régimen político-administrativo el 1 de enero de 1976.
El fin del departamento de Osorno ocurrió seis días después, con la publicación en el Diario Oficial del Decreto Ley 1317 que dividió las regiones en nuevas provincias. Casi todo el territorio del departamento pasó a integrar la nueva provincia de Osorno, excepto un sector del extremo sur de Puerto Octay, que se traspasó a Puerto Varas.